# Kolumbia na Mistrzostwach Świata w Lekkoatletyce 2015
Reprezentacja Kolumbii na Mistrzostwach Świata w Lekkoatletyce 2015 – reprezentacja Kolumbii podczas czempionatu w Pekinie liczyła 12 zawodników. Jedyny medal dla tego kraju – złoty – zdobyła Caterine Ibargüen w trójskoku.

## Występy reprezentantów Kolumbii

### Mężczyźni

#### Konkurencje biegowe
| Konkurencja                   | Zawodnik              | Runda 1  | Runda 1 | Półfinał | Półfinał | Finał        | Finał   |
| Konkurencja                   | Zawodnik              | Rezultat | Pozycja | Rezultat | Pozycja  | Rezultat     | Pozycja |
| ----------------------------- | --------------------- | -------- | ------- | -------- | -------- | ------------ | ------- |
| Bieg na 800 m                 | Rafith Rodríguez      | 1:46,39  | 8. Q    | 1:45,63  | 7.       | NQ           | NQ      |
| Bieg na 3000 m z przeszkodami | Gerald Giraldo        | 9:16,47  | 36.     | —        | —        | NQ           | NQ      |
| Chód na 20 km                 | Éider Arévalo         | —        | —       | —        | —        | 1:21:13      | 7.      |
| Chód na 20 km                 | Kenny Martín Pérez    | —        | —       | —        | —        | 1:39:50      | 50.     |
| Chód na 20 km                 | José Leonardo Montaña | —        | —       | —        | —        | 1:23:53      | 22.     |
| Chód na 50 km                 | Luis Fernando López   | —        | —       | —        | —        | 3:55:43 (PB) | 20.     |

#### Konkurencje techniczne
| Konkurencja  | Zawodnik        | Eliminacje | Eliminacje | Finał    | Finał   |
| Konkurencja  | Zawodnik        | Rezultat   | Pozycja    | Rezultat | Pozycja |
| ------------ | --------------- | ---------- | ---------- | -------- | ------- |
| Rzut dyskiem | Mauricio Ortega | 62,54      | 11. q      | 62,01    | 11.     |

### Kobiety

#### Konkurencje biegowe
| Konkurencja                   | Zawodnik      | Runda 1      | Runda 1 | Półfinał | Półfinał | Finał    | Finał   |
| Konkurencja                   | Zawodnik      | Rezultat     | Pozycja | Rezultat | Pozycja  | Rezultat | Pozycja |
| ----------------------------- | ------------- | ------------ | ------- | -------- | -------- | -------- | ------- |
| Bieg na 1500 m                | Muriel Coneo  | 4:08:31 (NR) | 18. q   | 4:18:14  | 22.      | NQ       | NQ      |
| Bieg na 3000 m z przeszkodami | Muriel Coneo  | 9:55:53      | 34.     | —        | —        | NQ       | NQ      |
| Chód na 20 km                 | Sandra Arenas | —            | —       | —        | —        | 1:33:24  | 19.     |

#### Konkurencje techniczne
| Konkurencja    | Zawodnik          | Eliminacje | Eliminacje | Finał      | Finał   |
| Konkurencja    | Zawodnik          | Rezultat   | Pozycja    | Rezultat   | Pozycja |
| -------------- | ----------------- | ---------- | ---------- | ---------- | ------- |
| Trójskok       | Caterine Ibargüen | 14,42      | 2. Q       | 14,90 (SB) | złoto   |
| Trójskok       | Yosiri Urrutia    | 13,84      | 12. q      | 14,09      | 10.     |
| Rzut oszczepem | Flor Ruíz         | 57,25      | 27.        | NQ         | NQ      |

| Siedmiobój     | Siedmiobój         | Siedmiobój | Siedmiobój | Siedmiobój |
| Zawodniczka    | Konkurencja        | Wynik      | Punkty     | Pozycja    |
| -------------- | ------------------ | ---------- | ---------- | ---------- |
| Evelis Aguilar | Bieg na 100 m p.pł | DNS        | DNS        | DNS        |
| Evelis Aguilar | Skok wzwyż         | DNS        | DNS        | DNS        |
| Evelis Aguilar | Pchnięcie kulą     | DNS        | DNS        | DNS        |
| Evelis Aguilar | Bieg na 200 m      | DNS        | DNS        | DNS        |
| Evelis Aguilar | Skok w dal         | DNS        | DNS        | DNS        |
| Evelis Aguilar | Rzut oszczepem     | DNS        | DNS        | DNS        |
| Evelis Aguilar | Bieg na 800 m      | DNS        | DNS        | DNS        |
| Razem          |                    | DNS        | DNS        | DNS        |